# A Life Divided
«A Life Divided» (со стилизацией — «A_liFe [DivideD]») — немецкая электроник-рок/индастриал-метал-группа, образованная в 2002 году в Геретсриде (базируется в Мюнхене).

## История
Коллектив, изначально носивший название «Cydonian», был образован в 1999 году Тони Бергером и Эриком Дамкёлером. После ухода из группы прежнего вокалиста Майка Герольда, на его место был взят Юрген Планггер. В 2003 году группа сменила свой стиль с прогрессив- на индастриал-метал, а вместе с этим поменяла название на «A Life Divided». В новый состав вошли вокалист Юрген Планггер (нем. Jürgen Plangger), бас-гитарист Тоби Эггер (нем. Tobi Egger), гитаристы Тони Бергер (нем. Tony Berger) и Майк Хофстеттер (нем. Mike Hofstätter), барабанщик Корль Фурманн (нем. Korl Fuhrmann) и клавишник Эрик Дамкёлер (нем. Erik Damköhler). Первый концерт «A Life Divided» состоялся в 2003 году в одном из мюнхенских рок-клубов.
Первые два альбома, «Virtualized» (2003) и «Far» (2006), были выпущены музыкантами самостоятельно, на собственной домашней студии в родном Геретсриде. В это же время группа получает возможность выступить на разогреве у «Oomph!».
В 2010 году музыканты подписывают контракт с гамбургским лейблом «AFM Records», на котором в 2011 году «A Life Divided» выпустили третий студийный альбом «Passenger», получивший сдержанную реакцию музыкальных критиков. Четвёртый студийный альбом «The Great Escape», изданный в 2013 году, занял 58-ю позицию в немецком чарте альбомов.

## Основной состав
- Jürgen Plangger – основной вокал, вокализы, электрогитара, аранжировки, автор
- Эрик Дамкёлер – программирование, клавишные, аранжировки, электрогитара
- Tony Berger — соло-гитара
- Tobi Egger — бас-гитара, бэк-вокал

## Бывшие участники
- Майк Хофстеттер – гитара
- Корль Фурманн – ударные

## Релизы

### Дискография

#### Альбомы
- «Virtualized» (2003)
- «Far» (2006)
- «Passenger» (2011)
- «The Great Escape» (2013) —  GER #58[11]
- «Human» (2015)
- «Echoes» (2020)
- «Down The Spiral Of A Soul» (2023)

#### Компиляции
- «DivideD SongS» (2008)

#### Синглы
- «Heart on Fire» (2010)
- «Doesn’t Count» (2011)
- «The Last Dance» (2013)
- «Best Time» (2023)
- «Tear Down The Walls» (feat. Tag My Heart) (2023)
- «Life Goes On» (2023)
- «Disorder» (2023)

Промосинглы:
- «Words» (2011)
- «Feel» (2013)
- «Space» (2013)

### Видеография
- «Anyone» (2006)
- «Heart on Fire» (2011)
- «Doesn’t Count» (2011)
- «The Last Dance» (2013)
- «Space» (2013)
- «Inside Me» (2015)
- «My Apology» (2015)
- «Addicted» (2019)
- «Confronted» (2020)
- «Last Man Standing» (2022)
- «Best Time» (2023)

## Галерея

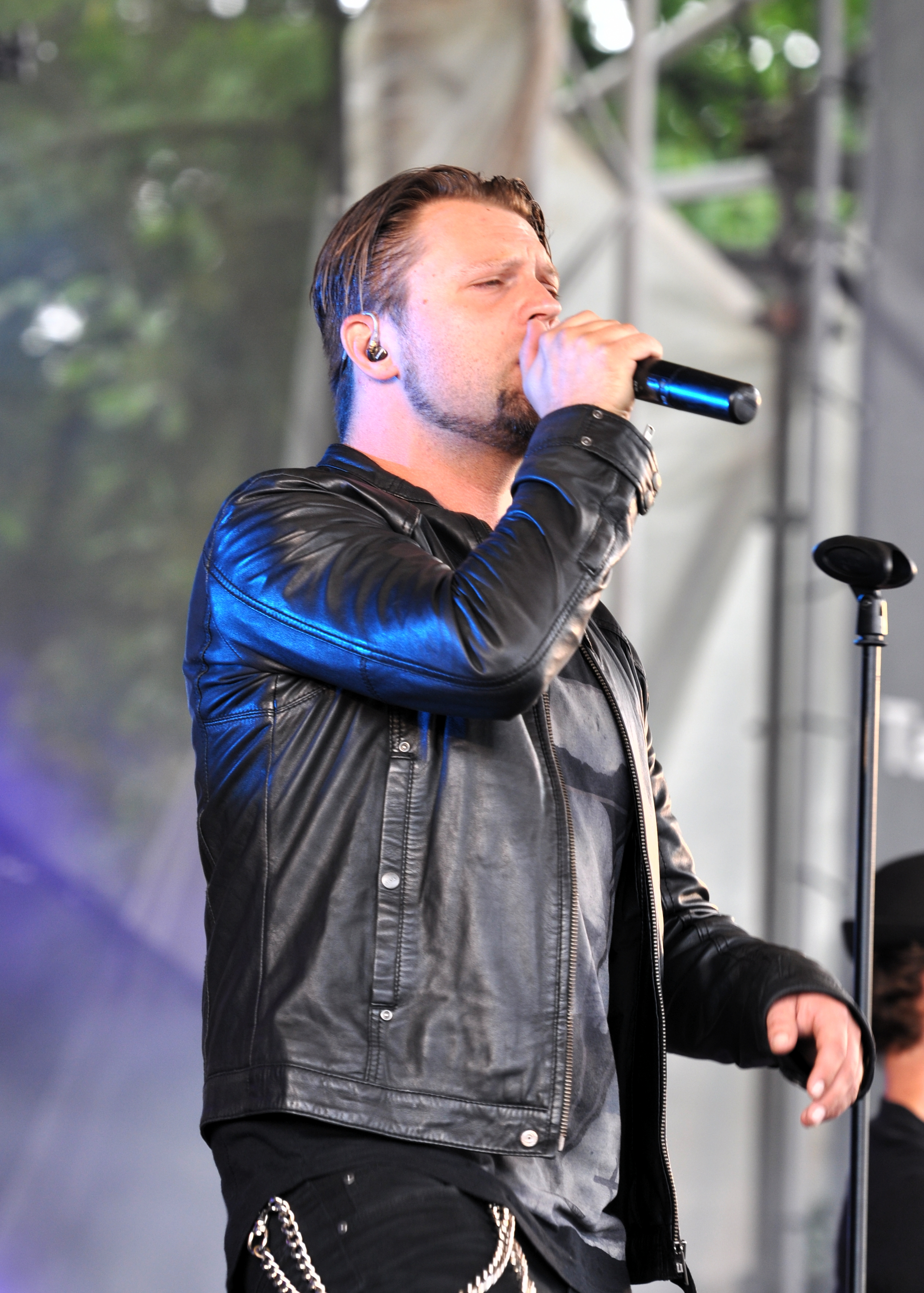
Юрген Планггер
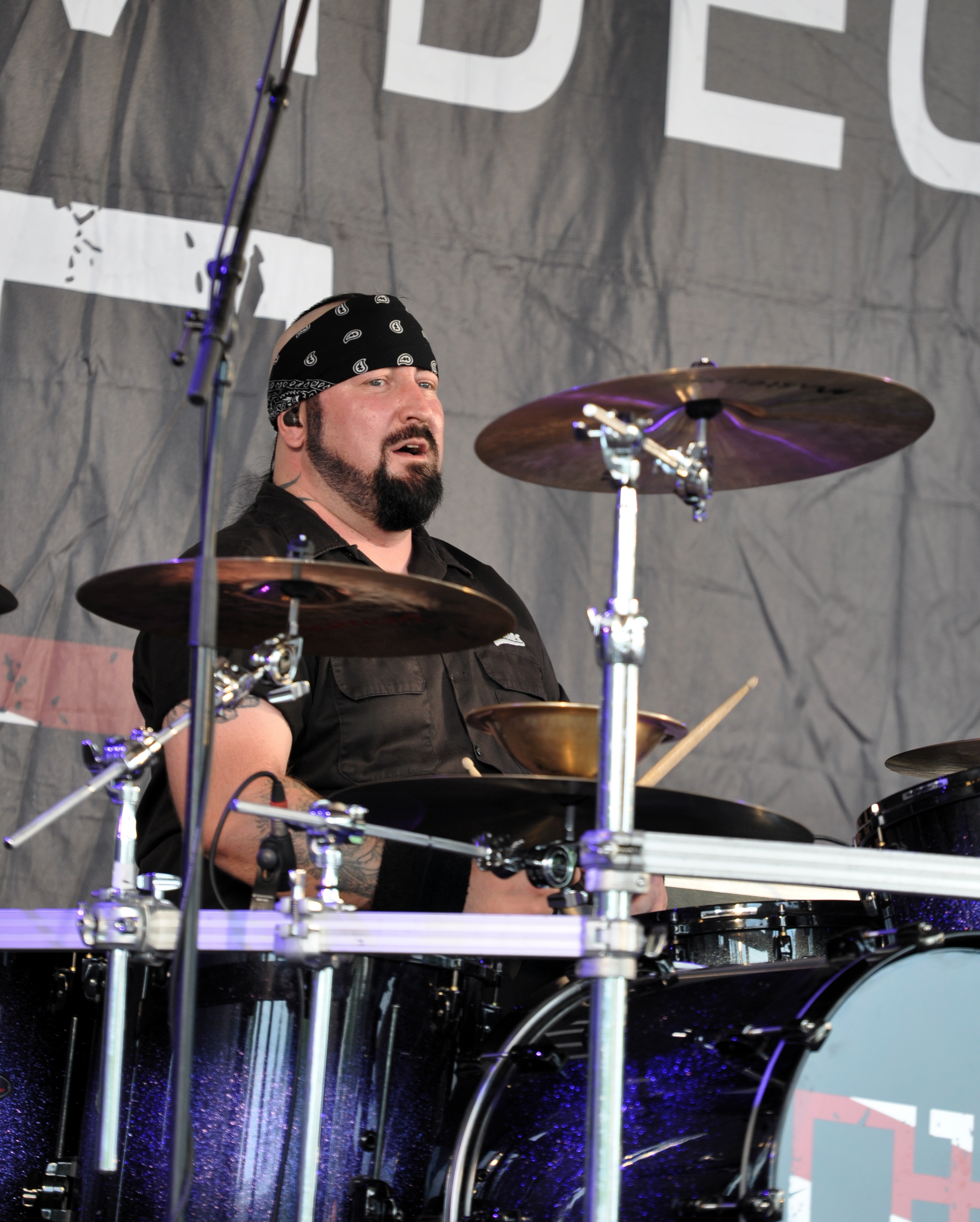
Корль Фурманн
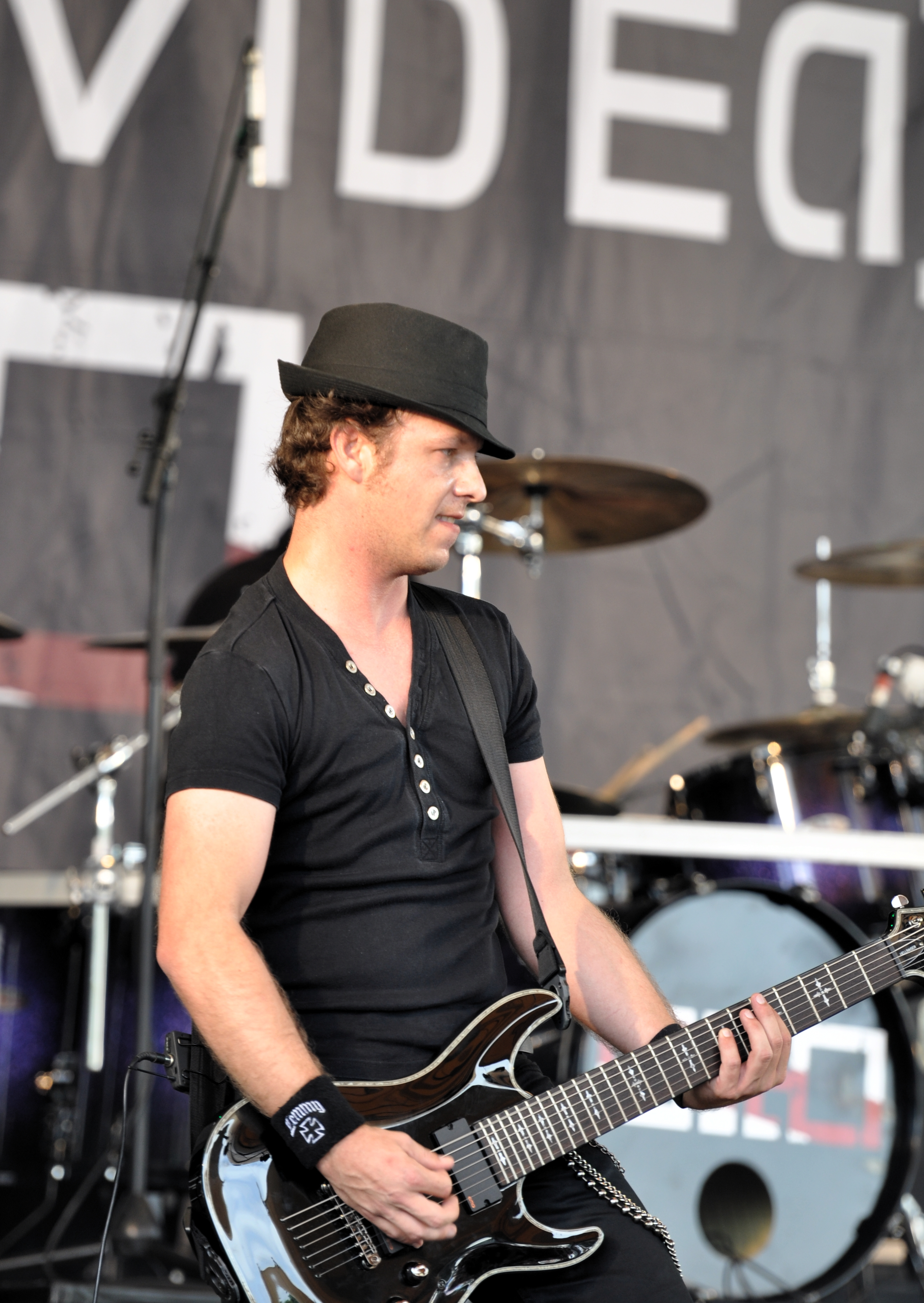
Майк Хофстеттер
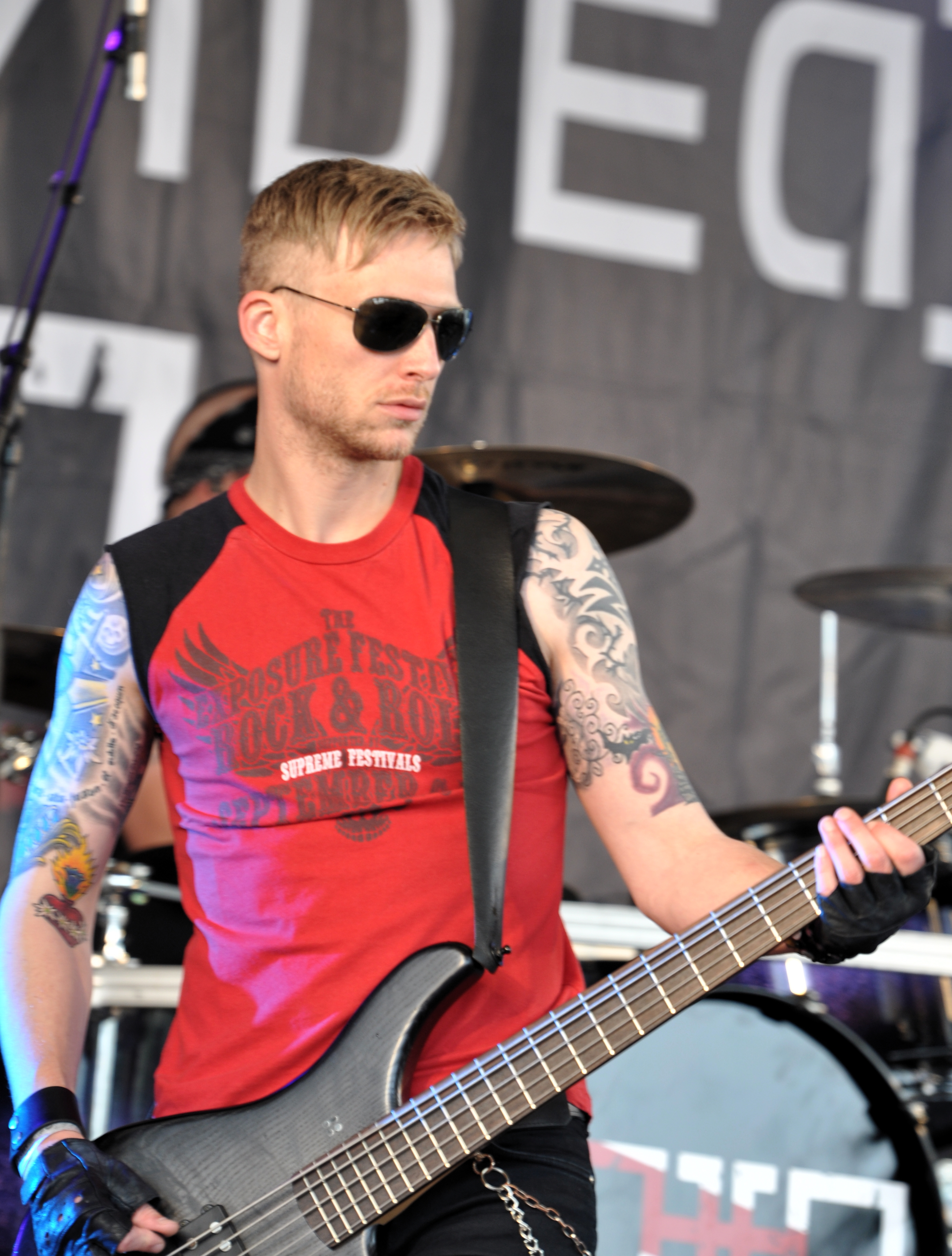
Тоби Эггер
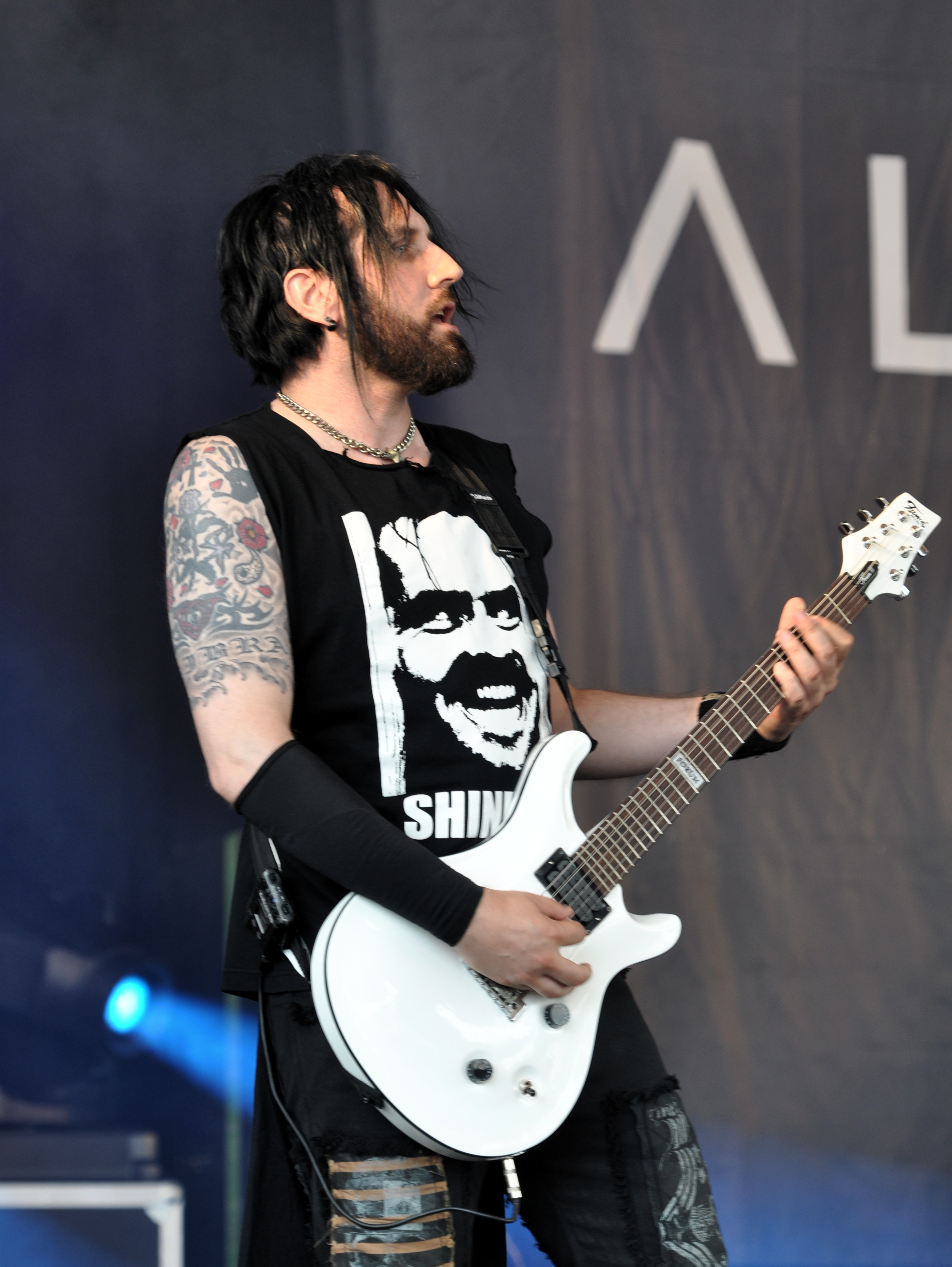
Тони Бергер